# Nesopetinus discedens
Nesopetinus discedens är en skalbaggsart som först beskrevs av Sharp 1978.  Nesopetinus discedens ingår i släktet Nesopetinus och familjen glansbaggar. Inga underarter finns listade i Catalogue of Life.